# Cornus disciflora
Cornus disciflora — вид квіткових рослин із родини деренових (Cornaceae).

## Морфологічна характеристика
Це невелике чи велике дерево заввишки 6–25 метрів.

## Середовище проживання
Коста-Рика, Сальвадор, Гватемала, Гондурас, Мексика, Нікарагуа, Панама. Росте переважно у вологих, плювіальних і хмарних передгірських до гірських і дубових лісах на висоті 1000–2900 метрів.

## Використання
Деревина цієї породи має високі якісні властивості, але невідома комерційна цінність.

## Загрози
Ймовірно, деяка втрата середовища існування через вирубку лісів і руйнування середовища існування через перетворення на сільське господарство та плантації, особливо кавові плантації чи вирощування декоративних рослин у премонатних і гірських районах. 